# Mädchengymnasium Minerva

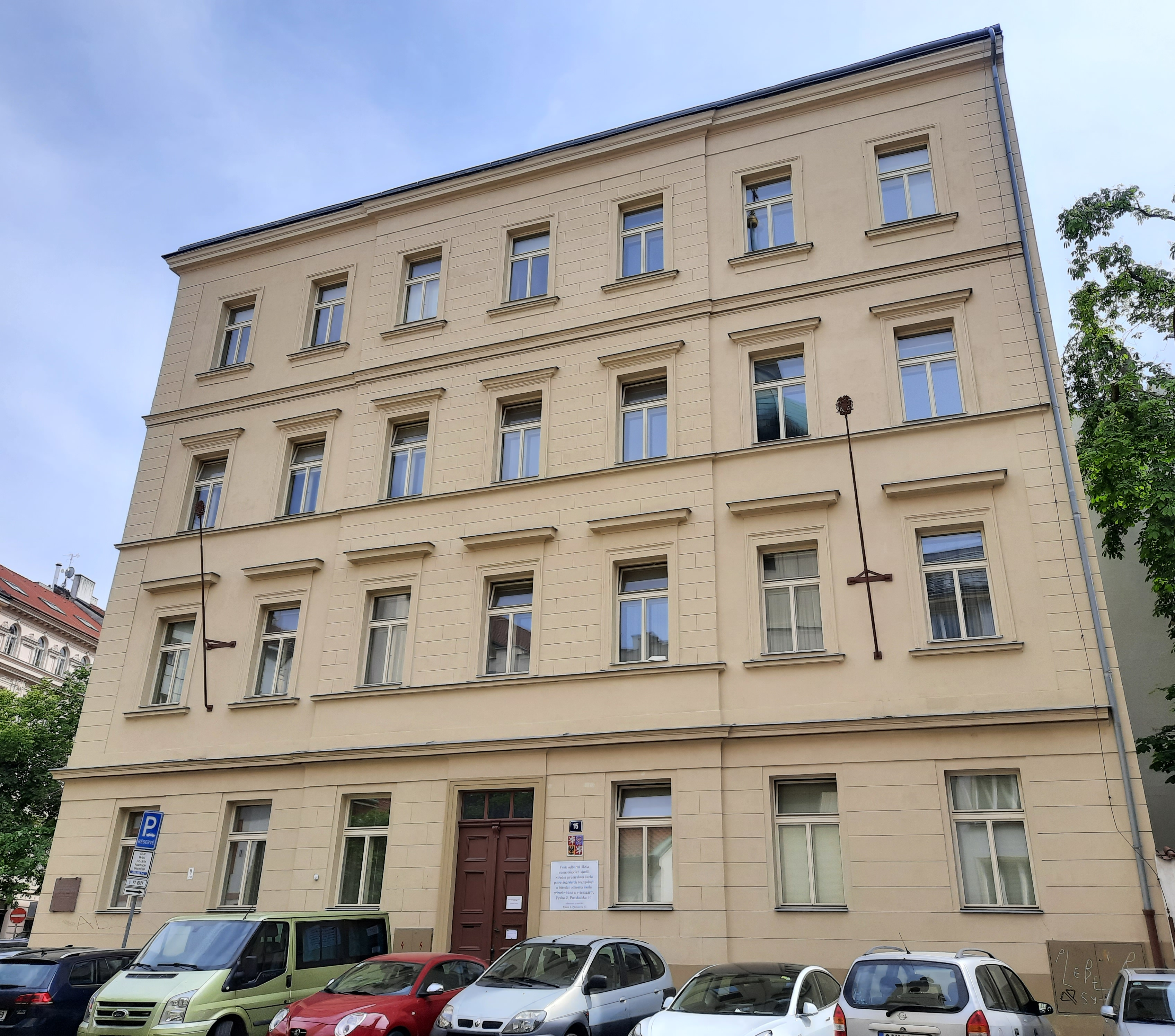
Gebäude in der Prager Neustadt

Das Mädchengymnasium Minerva in Prag war das erste Mädchengymnasium in Mitteleuropa. Es wurde 1890 gegründet und bestand bis 1953.

## Geschichte

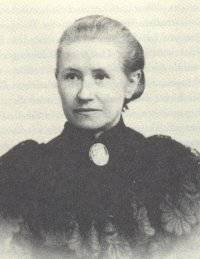
Eliška Krásnohorská

1886 gründete der Frauenverein „Minerva“ in Prag um Eliška Krásnohorská ein Lyzeum für Mädchen. Im September 1890 wurde daran ein Privat-Mädchen-Gymnasium angeschlossen. Im ersten Jahr gab es 51 Schülerinnen. Die Unterrichtssprache war Tschechisch. 1895 legten die ersten 14 Schülerinnen erfolgreich ihre Maturita am Akademischen Jungen-Gymnasium ab. 1897 konnten die ersten an der Karl-Ferdinands-Universität studieren, 1900 wurde die Medizinische Fakultät und weitere Studiengänge für Studentinnen geöffnet.
1902/1903 erhielt das Gymnasium Öffentlichkeitsrecht. Die Prüfungen wurden danach eine Zeitlang im benachbarten Stephansgymnasium abgelegt. Seit 1907 konnte ein eigenes Gebäude in der Pštrossova ulice/Pstrossauer Gasse genutzt werden.
1915 erfolgte eine Umwandlung in ein achtklassiges Städtisches Mädchen-Real-Gymnasium „Krasnohorska“.
Dieses bestand auch nach den politischen Veränderungen 1919, 1939 und 1945 weiter bis zum Jahre 1953.

## Bedeutung
Das Mädchengymnasium in Prag war das erste in Mitteleuropa (Österreich-Ungarn und Deutsches Reich). Es bedeutete für Mädchen eine vereinfachte Möglichkeit, nach einem erfolgreichen Abschluss ein Studium an einer Universität zu beginnen. (Vorher war dies schon für einzelne in Jungengymnasien möglich.)
Das Gymnasium wurde von tschechischsprachigen Frauen begründet und stärkte damit das Bildungsniveau der tschechischen weiblichen Bevölkerung.

## Persönlichkeiten
Gründerinnen
- Eliška Krásnohorská
- Sofie Podlipská
- Karolina Svetla

Schuldirektoren

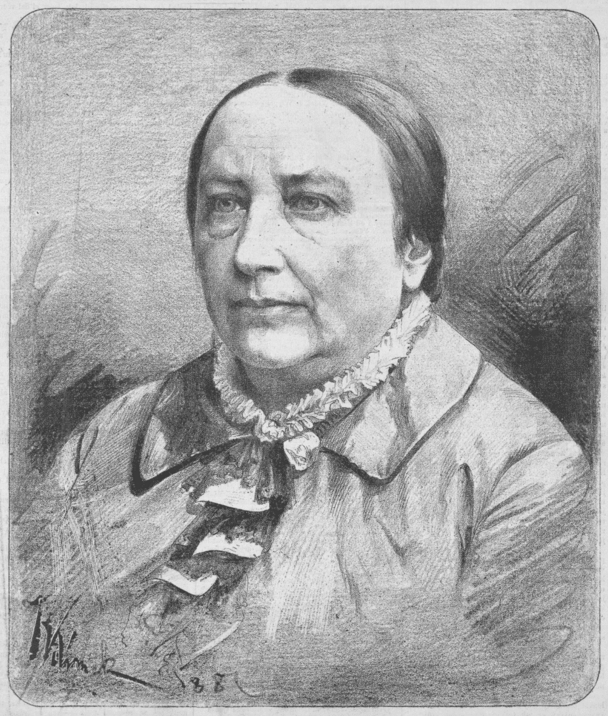
Sophie Podlipská

- František Xaver Prusík (1845–1905), 1890–1891 und 1893–1895
- Josef Valenta (1818–1894), 1891–1892
- Josef Baudyš (1825–1898), 1893
- Jiljí Vratislav Jahn (1838–1902), 1895–1902
- Václav Otakar Slavík (1835–1915), 1902–1906
- Vladislav Kalousek (1863–1906), 1906
- Josef Grim (1852–1923), 1906–1913 und 1914–1917
- Ferdinand Hoffmeister (1875–1936), 1913–1914
- Aloisa Pitlingová (1880–1945), 1914 (vertretend)
- František Machát (1876–1935), 1917–1935

Lehrerinnen und Lehrer
1907/08 unterrichteten 11 Lehrer und zwei Lehrerinnen, 1917, fünf Lehrerinnen und drei Lehrer.
- Dr. phil. Marie Fabian, vor 1908–nach 1917
- Dr. phil. Albine Honzák[ová], vor 1908–nach 1917
- Dr. phil. Marie Novák[ová], 1917
- Dr. phil. Klara Červenka
- Aloisa  Aloisa Pitling[ová]

Schülerinnen
- Alice Masaryková, Tochter des späteren Staatspräsidenten  Thomas G. Masaryk und von Charlotte Masaryk
- Milena Jesenská, Journalistin und Übersetzerin, Freundin von Franz Kafka
- Marie Baborová, Zoologin, 1901 erste promovierte Frau in Tschechien
- Anna Honzáková, erste promovierte Medizinerin in Prag, wahrscheinlich Tochter der Lehrerin Albine Honzáková